# Franz Anton Maulbertsch

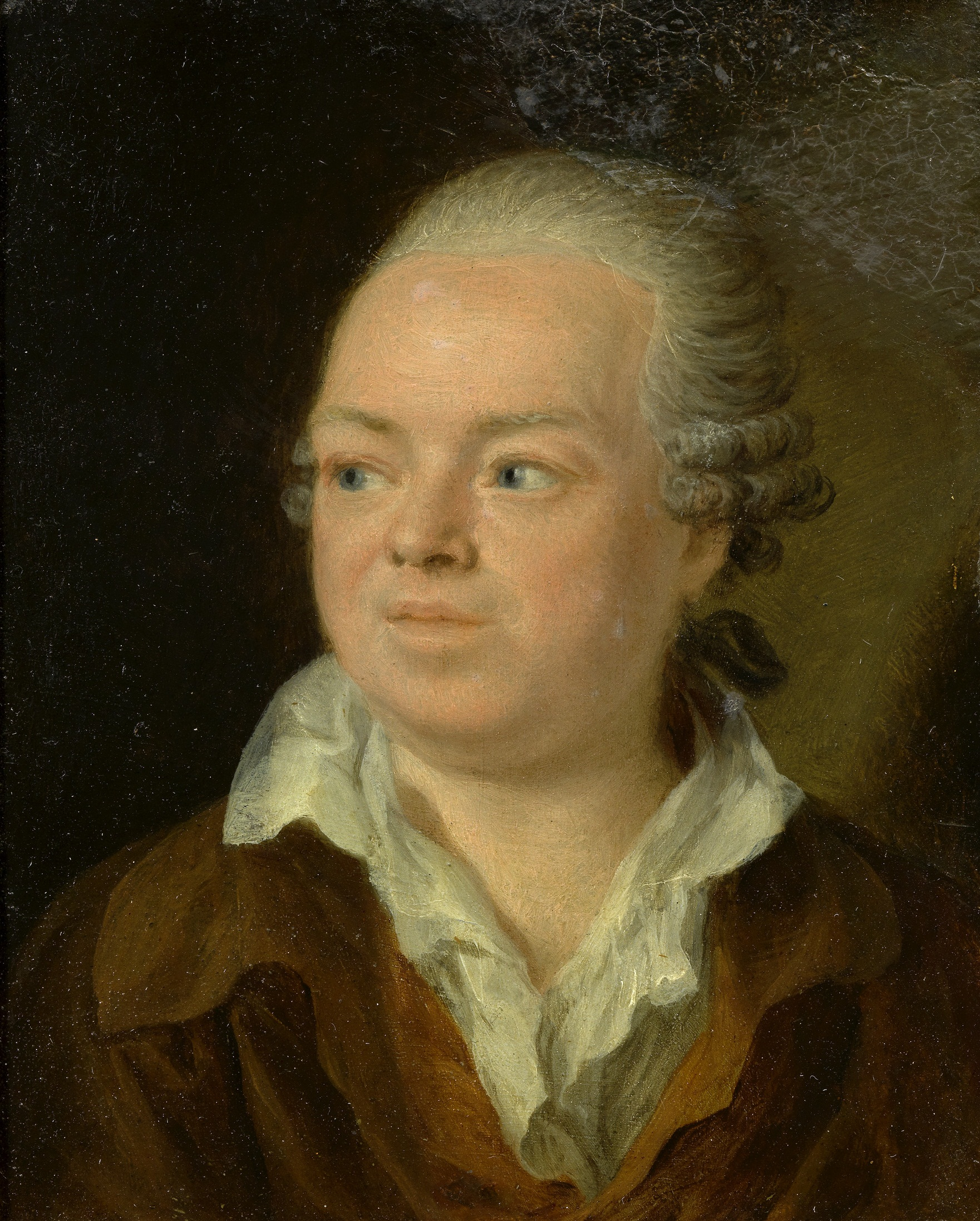
Martin Johann Schmidt, Ritratto di Franz Anton Maulbertsch, 1764 circa

Franz Anton Maulbertsch (Langenargen, 7 giugno 1724 – Vienna, 8 agosto 1796) è stato un pittore e incisore tedesco.

## Biografia
È uno dei massimi interpreti del rococò nei paesi tedeschi. La sua formazione artistica avvenne nell'Accademia di Vienna: attraverso Paul Troger, sentì la suggestione dell'opera dei grandi pittori veneziani Piazzetta e Giovanni Battista Pittoni; ebbe anche modo di ammirare gli affreschi di Sebastiano Ricci nel Palazzo di Schönbrunn di Vienna, e di frequentare direttamente Giambattista Tiepolo, attivo a Würzburg a partire dal 1750.
Apprezzato affreschista, ottenne numerose e importanti committenze, soprattutto ecclesiastiche: lavorò alla decorazione della Michaelerkirche e della chiesa dei Piaristi di Vienna, la Basilica Maria Treu, del palazzo arcivescovile di Bratislava, della biblioteca dell'abbazia premostratense di Strahov, presso Praga, e di quella del convento dei Barnabiti a Mistelbach. Numerose anche le sue pale d'altare (San Narciso in gloria, Sposalizio della Vergine).
Tra le opere a carattere profano, notevoli i suoi affreschi a soggetto mitologico della Hofburg di Innsbruck, quelli del castello di Halbturn, in Ungheria e del castello di Ebenfurth ad Ebenfurth.